# Sonora cincta
Sonora cincta — вид змій родини полозових (Colubridae). Мешкає в США і Мексиці.

## Поширення і екологія
Sonora cincta мешкають на півдні Аризони, на крайньому північному сході Баха-Каліфорнії та на північному заході Сонори. Вони живуть у піщаних, піщано-гравійних та глинистих пустелях, зокрема в пустеля Сонора, серед дюн, в арройо (сухих руслах річок), в колючих чагарникових та кактусових заростях, на скелястих схилах пагорбів. Віддають перевагу піщаним рівнинами, де змії мовби «пливуть» у піску, зрідка виходячи на поверхню. Активні вночі. Живляться комахами, багатоніжками та скорпіонами. Відкладають яйця, в кладці 2-4 яйця.